# Plastic Garden
『Plastic Garden』（プラスティック・ガーデン）は、尾崎亜美の通算12作目のレギュラーアルバムである。1984年9月21日にキャニオンレコードから発売された。

## 概要
前作『MIRACLE』から続くコンセプト・アルバムで、″日常と夢の世界が錯綜した遊園地での体験″がテーマとなっている。このアルバムに関連して、同タイトルの絵本も発売された。
A面4曲目「Judy」はB面2曲目「鉄の女」とのカップリングでシングルカットされ、本作と同時発売された。B面4曲目「生まれたてのイヴになれ」は、1983年に発売された桑名正博のアルバム『WOMANIAC』収録曲として提供した曲のセルフカバー。
2013年11月にHQCDが紙ジャケット仕様で再発売された際には、″パピ″名義でリリースされ「日清焼そばU.F.O.」イメージソングとして使用されたシングル「Wuper Dancing」がボーナストラックとして追加収録された。

## 収録曲

### LP / CT
| 全作詞・作曲・編曲: 尾崎亜美。 |                    |          |            |      |
| #                              | タイトル           | 作詞     | 作曲・編曲 | 時間 |
| 1.                             | 「Plastic Garden」 | 尾崎亜美 | 尾崎亜美   | 3:37 |
| 2.                             | 「Like A Stone」   | 尾崎亜美 | 尾崎亜美   | 3:36 |
| 3.                             | 「Cottonが笑った」 | 尾崎亜美 | 尾崎亜美   | 3:49 |
| 4.                             | 「Judy」           | 尾崎亜美 | 尾崎亜美   | 4:05 |

| 全作詞・作曲・編曲: 尾崎亜美。 |                                |          |            |      |
| #                              | タイトル                       | 作詞     | 作曲・編曲 | 時間 |
| 1.                             | 「Vitamin」                    | 尾崎亜美 | 尾崎亜美   | 3:44 |
| 2.                             | 「鉄の女」                     | 尾崎亜美 | 尾崎亜美   | 3:48 |
| 3.                             | 「Male, Female」               | 尾崎亜美 | 尾崎亜美   | 4:02 |
| 4.                             | 「生まれたてのイヴになれ」     | 尾崎亜美 | 尾崎亜美   | 5:03 |
| 5.                             | 「Plastic Garden〈デジャヴ〉」 | 尾崎亜美 | 尾崎亜美   | 2:19 |

### CD
| 全作詞・作曲・編曲: 尾崎亜美。 |                                |          |            |      |
| #                              | タイトル                       | 作詞     | 作曲・編曲 | 時間 |
| 1.                             | 「Plastic Garden」             | 尾崎亜美 | 尾崎亜美   | 3:37 |
| 2.                             | 「Like A Stone」               | 尾崎亜美 | 尾崎亜美   | 3:36 |
| 3.                             | 「Cottonが笑った」             | 尾崎亜美 | 尾崎亜美   | 3:49 |
| 4.                             | 「Judy」                       | 尾崎亜美 | 尾崎亜美   | 4:05 |
| 5.                             | 「Vitamin」                    | 尾崎亜美 | 尾崎亜美   | 3:44 |
| 6.                             | 「鉄の女」                     | 尾崎亜美 | 尾崎亜美   | 3:48 |
| 7.                             | 「Male, Female」               | 尾崎亜美 | 尾崎亜美   | 4:02 |
| 8.                             | 「生まれたてのイヴになれ」     | 尾崎亜美 | 尾崎亜美   | 5:03 |
| 9.                             | 「Plastic Garden〈デジャヴ〉」 | 尾崎亜美 | 尾崎亜美   | 2:19 |

| #         | タイトル                      | 作詞  | 作曲・編曲 | 時間 |
| --------- | ----------------------------- | ----- | ---------- | ---- |
| 10.       | 「Wuper Dancing」(″パピ″名義) |       |            | 4:15 |
| 合計時間: | 合計時間:                     | 38:23 |            |      |

## シングル

### 概要
アルバム『Plastic Garden』と同時発売のシングル。A面曲、B面曲共にアルバムからのシングルカット。表題曲「Judy」にはミュージック・ビデオが存在する。

### 収録曲
| 全作詞・作曲・編曲: 尾崎亜美。 |            |          |            |      |
| #                              | タイトル   | 作詞     | 作曲・編曲 | 時間 |
| 1.                             | 「Judy」   | 尾崎亜美 | 尾崎亜美   | 4:05 |
| 2.                             | 「鉄の女」 | 尾崎亜美 | 尾崎亜美   | 3:48 |
| 合計時間:                      | 合計時間:  | 7:53     |            |      |

## 参考資料
- 長井英治:監修『日本の女性シンガー・ソングライター』シンコーミュージック・エンタテイメント〈ディスク・コレクション〉、2013年4月。ISBN 978-4401638048。